# Albotricha
Albotricha is een geslacht van schimmels uit de familie Hyaloscyphaceae. De typesoort is Albotricha acutipila.

## Soorten
Volgens Index Fungorum telt het geslacht 20 soorten (peildatum januari 2022):
| Soortnaam                                      | Auteur(s)               | Publicatiejaar |
| ---------------------------------------------- | ----------------------- | -------------- |
| Albotricha acutipila (Spiesharig franjekelkje) | (P. Karst.) Raitv.      | 1970           |
| Albotricha agrostina                           | (Peck) Raitv.           | 2004           |
| Albotricha albotestacea (Rozewit franjekelkje) | (Desm.) Raitv.          | 1970           |
| Albotricha alpina                              | (Rehm) Raitv. & Sacconi | 1987           |
| Albotricha ammophilae                          | Dennis & Spooner        | 1993           |
| Albotricha caduca                              | (Rehm) Raitv. & Sacconi | 1987           |
| Albotricha changbaiensis                       | W.Y. Zhuang & Z.H. Yu   | 2000           |
| Albotricha fagicola                            | Yas. Ono & Hosoya       | 2001           |
| Albotricha fuegiana                            | (Speg.) Gamundí         | 1987           |
| Albotricha guangxiensis                        | W.Y. Zhuang             | 1998           |
| Albotricha hainesii                            | M.L. Wu                 | 2003           |
| Albotricha kamtschatica                        | (Raitv.) Raitv.         | 1985           |
| Albotricha kurilensis                          | Raitv.                  | 1973           |
| Albotricha laetior                             | (P. Karst.) Raitv.      | 1970           |
| Albotricha longispora                          | Raitv.                  | 1973           |
| Albotricha minuta                              | Raitv.                  | 1973           |
| Albotricha orientalis                          | Raitv.                  | 1970           |
| Albotricha pallida                             | Raitv.                  | 1973           |
| Albotricha vantschensis                        | Raitv.                  | 1981           |
| Albotricha winteri                             | (Cooke) Šandová         | 2018           |